# День азербайджанского алфавита и языка
День азербайджанского алфавита и языка (азерб. Azərbaycan əlifbası və Azərbaycan dili günü) — отмечается ежегодно 1 августа.

## История

### Предыстория
1 августа 1990 года была создана Комиссия по алфавиту. Новый алфавит был утверждён и начал применяться в 1992 году. 
18 июня 2001 года был подписан Указ «О совершенствовании применения государственного языка». 1 августа 2001 года в Азербайджане кириллица полностью была заменена латинской графикой азербайджанского алфавита.  По указу любое печатное издание, включая газеты и журналы, а также документация в госучреждениях и частных фирмах должны были писаться только латиницей.

### Учреждение дня
День азербайджанского алфавита и языка отмечается на основании Указа тогдашнего президента Гейдара Алиева от 9 августа 2001 года «Об учреждении дня азербайджанского алфавита и азербайджанского языка».  
1 ноября 2018 года Президент Азербайджанской Республики подписал Указ «о мерах по защите чистоты азербайджанского языка и дальнейшему совершенствованию использования государственного языка».

## См.также
- Праздники и памятные дни Азербайджана